# Ain't Got No, I Got Life
Ain't Got No - I Got Life is een op single uitgebracht nummer van de Amerikaanse zangeres Nina Simone uit 1968, dat in hetzelfde jaar ook op Simones album 'Nuff Said! verscheen. Het lied, oorspronkelijk afkomstig uit de musical Hair, is opgebouwd uit twee delen (vergelijk de titel) en werd geschreven door James Rado, Gerome Ragni (tekst) en Galt MacDermot (muziek). 
In Nederland stond het in het jaar van uitgave vijf weken op nummer 1 in de Nederlandse Top 40. 
Toen de single in 1998 opnieuw werd uitgebracht, behaalde hij in dezelfde hitlijst de 9e plaats. In de Nederlandse Single Top 100, waarin het liedje eerder ook een nummer 1-hit geweest was, bereikte het de 11e positie. De Groovefinder-remix van het nummer uit 2007 werd niet massaal opgepikt en bleef in de tipparade van de Top 40 steken.

## Hitnoteringen

### Nederlandse Top 40
| Hitnotering week 1 t/m 16: 28-12-1968 t/m 12-04-1969 Hitnotering week 17 t/m 24: 31-01-1998 t/m 21-03-1998 | Hitnotering week 1 t/m 16: 28-12-1968 t/m 12-04-1969 Hitnotering week 17 t/m 24: 31-01-1998 t/m 21-03-1998 | Hitnotering week 1 t/m 16: 28-12-1968 t/m 12-04-1969 Hitnotering week 17 t/m 24: 31-01-1998 t/m 21-03-1998 | Hitnotering week 1 t/m 16: 28-12-1968 t/m 12-04-1969 Hitnotering week 17 t/m 24: 31-01-1998 t/m 21-03-1998 | Hitnotering week 1 t/m 16: 28-12-1968 t/m 12-04-1969 Hitnotering week 17 t/m 24: 31-01-1998 t/m 21-03-1998 | Hitnotering week 1 t/m 16: 28-12-1968 t/m 12-04-1969 Hitnotering week 17 t/m 24: 31-01-1998 t/m 21-03-1998 | Hitnotering week 1 t/m 16: 28-12-1968 t/m 12-04-1969 Hitnotering week 17 t/m 24: 31-01-1998 t/m 21-03-1998 | Hitnotering week 1 t/m 16: 28-12-1968 t/m 12-04-1969 Hitnotering week 17 t/m 24: 31-01-1998 t/m 21-03-1998 | Hitnotering week 1 t/m 16: 28-12-1968 t/m 12-04-1969 Hitnotering week 17 t/m 24: 31-01-1998 t/m 21-03-1998 | Hitnotering week 1 t/m 16: 28-12-1968 t/m 12-04-1969 Hitnotering week 17 t/m 24: 31-01-1998 t/m 21-03-1998 | Hitnotering week 1 t/m 16: 28-12-1968 t/m 12-04-1969 Hitnotering week 17 t/m 24: 31-01-1998 t/m 21-03-1998 | Hitnotering week 1 t/m 16: 28-12-1968 t/m 12-04-1969 Hitnotering week 17 t/m 24: 31-01-1998 t/m 21-03-1998 | Hitnotering week 1 t/m 16: 28-12-1968 t/m 12-04-1969 Hitnotering week 17 t/m 24: 31-01-1998 t/m 21-03-1998 | Hitnotering week 1 t/m 16: 28-12-1968 t/m 12-04-1969 Hitnotering week 17 t/m 24: 31-01-1998 t/m 21-03-1998 | Hitnotering week 1 t/m 16: 28-12-1968 t/m 12-04-1969 Hitnotering week 17 t/m 24: 31-01-1998 t/m 21-03-1998 | Hitnotering week 1 t/m 16: 28-12-1968 t/m 12-04-1969 Hitnotering week 17 t/m 24: 31-01-1998 t/m 21-03-1998 | Hitnotering week 1 t/m 16: 28-12-1968 t/m 12-04-1969 Hitnotering week 17 t/m 24: 31-01-1998 t/m 21-03-1998 | Hitnotering week 1 t/m 16: 28-12-1968 t/m 12-04-1969 Hitnotering week 17 t/m 24: 31-01-1998 t/m 21-03-1998 | Hitnotering week 1 t/m 16: 28-12-1968 t/m 12-04-1969 Hitnotering week 17 t/m 24: 31-01-1998 t/m 21-03-1998 | Hitnotering week 1 t/m 16: 28-12-1968 t/m 12-04-1969 Hitnotering week 17 t/m 24: 31-01-1998 t/m 21-03-1998 | Hitnotering week 1 t/m 16: 28-12-1968 t/m 12-04-1969 Hitnotering week 17 t/m 24: 31-01-1998 t/m 21-03-1998 | Hitnotering week 1 t/m 16: 28-12-1968 t/m 12-04-1969 Hitnotering week 17 t/m 24: 31-01-1998 t/m 21-03-1998 | Hitnotering week 1 t/m 16: 28-12-1968 t/m 12-04-1969 Hitnotering week 17 t/m 24: 31-01-1998 t/m 21-03-1998 | Hitnotering week 1 t/m 16: 28-12-1968 t/m 12-04-1969 Hitnotering week 17 t/m 24: 31-01-1998 t/m 21-03-1998 | Hitnotering week 1 t/m 16: 28-12-1968 t/m 12-04-1969 Hitnotering week 17 t/m 24: 31-01-1998 t/m 21-03-1998 | Hitnotering week 1 t/m 16: 28-12-1968 t/m 12-04-1969 Hitnotering week 17 t/m 24: 31-01-1998 t/m 21-03-1998 | Hitnotering week 1 t/m 16: 28-12-1968 t/m 12-04-1969 Hitnotering week 17 t/m 24: 31-01-1998 t/m 21-03-1998 |
| Week | 1 | 2 | 3 | 4 | 5 | 6 | 7 | 8 | 9 | 10 | 11 | 12 | 13 | 14 | 15 | 16 | | 17 | 18 | 19 | 20 | 21 | 22 | 23 | 24 | |
| --- | --- | --- | --- | --- | --- | --- | --- | --- | --- | --- | --- | --- | --- | --- | --- | --- | --- | --- | --- | --- | --- | --- | --- | --- | --- | --- |
| Positie | 25 | 8 | 5 | 3 | 1 | 1 | 1 | 1 | 1 | 3 | 5 | 7 | 11 | 22 | 37 | 37 | uit | 26 | 18 | 16 | 10 | 9 | 12 | 13 | 34 | uit |

### Parool Top 20/Mega Top 100
| Hitnotering week 1 t/m 12: 04-01-1969 t/m 22-03-1969 Hitnotering week 13 t/m 25: 24-01-1998 t/m 18-04-1998 | Hitnotering week 1 t/m 12: 04-01-1969 t/m 22-03-1969 Hitnotering week 13 t/m 25: 24-01-1998 t/m 18-04-1998 | Hitnotering week 1 t/m 12: 04-01-1969 t/m 22-03-1969 Hitnotering week 13 t/m 25: 24-01-1998 t/m 18-04-1998 | Hitnotering week 1 t/m 12: 04-01-1969 t/m 22-03-1969 Hitnotering week 13 t/m 25: 24-01-1998 t/m 18-04-1998 | Hitnotering week 1 t/m 12: 04-01-1969 t/m 22-03-1969 Hitnotering week 13 t/m 25: 24-01-1998 t/m 18-04-1998 | Hitnotering week 1 t/m 12: 04-01-1969 t/m 22-03-1969 Hitnotering week 13 t/m 25: 24-01-1998 t/m 18-04-1998 | Hitnotering week 1 t/m 12: 04-01-1969 t/m 22-03-1969 Hitnotering week 13 t/m 25: 24-01-1998 t/m 18-04-1998 | Hitnotering week 1 t/m 12: 04-01-1969 t/m 22-03-1969 Hitnotering week 13 t/m 25: 24-01-1998 t/m 18-04-1998 | Hitnotering week 1 t/m 12: 04-01-1969 t/m 22-03-1969 Hitnotering week 13 t/m 25: 24-01-1998 t/m 18-04-1998 | Hitnotering week 1 t/m 12: 04-01-1969 t/m 22-03-1969 Hitnotering week 13 t/m 25: 24-01-1998 t/m 18-04-1998 | Hitnotering week 1 t/m 12: 04-01-1969 t/m 22-03-1969 Hitnotering week 13 t/m 25: 24-01-1998 t/m 18-04-1998 | Hitnotering week 1 t/m 12: 04-01-1969 t/m 22-03-1969 Hitnotering week 13 t/m 25: 24-01-1998 t/m 18-04-1998 | Hitnotering week 1 t/m 12: 04-01-1969 t/m 22-03-1969 Hitnotering week 13 t/m 25: 24-01-1998 t/m 18-04-1998 | Hitnotering week 1 t/m 12: 04-01-1969 t/m 22-03-1969 Hitnotering week 13 t/m 25: 24-01-1998 t/m 18-04-1998 | Hitnotering week 1 t/m 12: 04-01-1969 t/m 22-03-1969 Hitnotering week 13 t/m 25: 24-01-1998 t/m 18-04-1998 | Hitnotering week 1 t/m 12: 04-01-1969 t/m 22-03-1969 Hitnotering week 13 t/m 25: 24-01-1998 t/m 18-04-1998 | Hitnotering week 1 t/m 12: 04-01-1969 t/m 22-03-1969 Hitnotering week 13 t/m 25: 24-01-1998 t/m 18-04-1998 | Hitnotering week 1 t/m 12: 04-01-1969 t/m 22-03-1969 Hitnotering week 13 t/m 25: 24-01-1998 t/m 18-04-1998 | Hitnotering week 1 t/m 12: 04-01-1969 t/m 22-03-1969 Hitnotering week 13 t/m 25: 24-01-1998 t/m 18-04-1998 | Hitnotering week 1 t/m 12: 04-01-1969 t/m 22-03-1969 Hitnotering week 13 t/m 25: 24-01-1998 t/m 18-04-1998 | Hitnotering week 1 t/m 12: 04-01-1969 t/m 22-03-1969 Hitnotering week 13 t/m 25: 24-01-1998 t/m 18-04-1998 | Hitnotering week 1 t/m 12: 04-01-1969 t/m 22-03-1969 Hitnotering week 13 t/m 25: 24-01-1998 t/m 18-04-1998 | Hitnotering week 1 t/m 12: 04-01-1969 t/m 22-03-1969 Hitnotering week 13 t/m 25: 24-01-1998 t/m 18-04-1998 | Hitnotering week 1 t/m 12: 04-01-1969 t/m 22-03-1969 Hitnotering week 13 t/m 25: 24-01-1998 t/m 18-04-1998 | Hitnotering week 1 t/m 12: 04-01-1969 t/m 22-03-1969 Hitnotering week 13 t/m 25: 24-01-1998 t/m 18-04-1998 | Hitnotering week 1 t/m 12: 04-01-1969 t/m 22-03-1969 Hitnotering week 13 t/m 25: 24-01-1998 t/m 18-04-1998 | Hitnotering week 1 t/m 12: 04-01-1969 t/m 22-03-1969 Hitnotering week 13 t/m 25: 24-01-1998 t/m 18-04-1998 | Hitnotering week 1 t/m 12: 04-01-1969 t/m 22-03-1969 Hitnotering week 13 t/m 25: 24-01-1998 t/m 18-04-1998 |
| Week | 1 | 2 | 3 | 4 | 5 | 6 | 7 | 8 | 9 | 10 | 11 | 12 | | 13 | 14 | 15 | 16 | 17 | 18 | 19 | 20 | 21 | 22 | 23 | 24 | 25 | |
| --- | --- | --- | --- | --- | --- | --- | --- | --- | --- | --- | --- | --- | --- | --- | --- | --- | --- | --- | --- | --- | --- | --- | --- | --- | --- | --- | --- |
| Positie | 14 | 4 | 3 | 1 | 1 | 1 | 1 | 1 | 1 | 4 | 10 | 14 | uit | 45 | 21 | 18 | 15 | 11 | 11 | 14 | 18 | 29 | 38 | 49 | 71 | 88 | uit |

### NPO Radio 2 Top 2000
| Nummer met noteringen in de NPO Radio 2 Top 2000 | '99 | '00 | '01 | '02 | '03 | '04 | '05 | '06 | '07 | '08 | '09 | '10 | '11 | '12 | '13 | '14 | '15 | '16 | '17 | '18 | '19 | '20 | '21 | '22  | '23  | '24  |
| ------------------------------------------------ | --- | --- | --- | --- | --- | --- | --- | --- | --- | --- | --- | --- | --- | --- | --- | --- | --- | --- | --- | --- | --- | --- | --- | ---- | ---- | ---- |
| Ain't Got No, I Got Life                         | 745 | 687 | 926 | 988 | 782 | 702 | 660 | 613 | 661 | 651 | 720 | 569 | 573 | 294 | 461 | 668 | 636 | 740 | 815 | 509 | 818 | 696 | 733 | 1032 | 1117 | 1042 |

1. ↑  Een vetgedrukt getal geeft de hoogste notering aan.

## Trivia
- Op veel compilatie- en verzamelalbums wordt de versie van het album 'Nuff Said! gebruikt, die bestaat uit de singleversie, waarover aan het begin en het slot applaus, drums en extra zang gemixt zijn.